# Kolorowy wiatr
Kolorowy wiatr (oryginał: Colors of the Wind) – soundtrack z filmu Disneya pt. Pocahontas, śpiewany przez Edytę Górniak. W oryginale utwór ten wykonuje Vanessa Williams (Colors of the Wind), a w filmie Pocahontas śpiewała go Judy Kuhn. Piosenka została wydana na singlu mieszanym. Gościła na licznych listach przebojów m.in. na SLIP-ie oraz Liście 30 ton.

## Singiel
- Wydawca : MCA/BMG
- Rok wydania: 1995
- Lista utworów:

1. Edyta Górniak – KOLOROWY WIATR - 3:33
2. Liroy – CIEMNA STRONA (BRAND NYOO MELLOW REMIX) – 5:41
3. Vanessa Daou – NEAR THE BLACK FOREST
4. Lordz of Brooklyn – L.O.B. SOUND - 4:16

## Teledysk
- Rok powstania: 1995
- Reżyseria: Bolesław Pawica

## Wersje międzynarodowe piosenki i covery
- wersja oryginalna - Colors of the Wind – Vanessa Williams
- Chile: Daniela Castillo
- Dania: Monique Spartalis
- Filipiny: Lea Salonga
- Finlandia: Arja Koriseva
- Hawaje: Peter Moon
- Islandia: Valgerður
- Jamajka: Peter Broggs
- Japonia: Acidman
- Kanada (wersja francuska): Stéphanie Martin
- Korea Południowa: Sumi Jo
- Kuba: Arturo Sandoval
- Meksyk: Susana Zavaleta
- Niemcy: Jennifer Rush
- Norwegia: Anita Skorgan
- Portugalia: Daniela Mercury i Susana Félix
- Rosja: Harajuku
- Stany Zjednoczone: Colors of the Wind – Judy Kuhn, Ashanti, Christy Carlson Romano, Alvin i wiewiórki, Danielle White, Pam Tillis, Vanessa Hudgens